# Aynac
Aynac (occitanisch: Ainac) ist eine südfranzösische Gemeinde mit 558 Einwohnern (Stand 1. Januar 2022). Sie liegt in der Kulturlandschaft des Quercy im Département Lot im Norden der Region Okzitanien (zuvor Midi-Pyrénées).

## Lage
Aynac liegt in einer Höhe von ca. 350 Metern ü. d. M. am südwestlichen Rand des Zentralmassivs im Gebiet der Causse de Gramat. Die nächste Stadt, Cahors, ist etwa 70 Kilometer (Fahrtstrecke) in südwestlicher Richtung entfernt. Der westlich gelegene Ort Gramat ist etwa 13 Kilometer entfernt; der mittelalterliche Pilgerort Rocamadour befindet sich nochmals zehn Kilometer weiter westlich.

## Bevölkerungsentwicklung
| Jahr      | 1962 | 1968 | 1975 | 1982 | 1990 | 1999 | 2006 | 2018 |
| Einwohner | 710  | 667  | 637  | 614  | 604  | 527  | 539  | 551  |

Bis zur Mitte des 19. Jahrhunderts hatte der Ort stets zwischen 1250 und 1500 Einwohner. Infolge der Reblauskrise im Weinbau und der Mechanisierung der Landwirtschaft ging die Einwohnerzahl seit der zweiten Hälfte des 19. Jahrhunderts kontinuierlich bis auf den Tiefststand der letzten Jahrzehnte zurück.

## Wirtschaft
Im Haut-Quercy wurde die Landwirtschaft in erster Linie zur Selbstversorgung betrieben, zu der bis ins 19. Jahrhundert hinein auch der Weinbau gehörte, der aber nach der Reblauskrise vorübergehend komplett aufgegeben wurde. Heute spielt – neben der Vieh- und Geflügelzucht – der Tourismus in Form der Vermietung von Ferienwohnungen (gîtes) eine große Rolle im Wirtschaftsleben der Gemeinde. Auf dem Gemeindegebiet wird auch wieder Wein produziert, der über die Appellationen Comté Tolosan und Côtes du Lot vermarktet wird.

## Geschichte
Im hohen Mittelalter war Aynac zwischen den Grundherrn (seigneurs) von Castelnau und Cardaillac umstritten; seit dem 14. Jahrhundert gehörte es zur Vizegrafschaft Turenne, deren Angehörige Burg und Ort bis zur Französischen Revolution in ihrem Besitz hatten.

## Sehenswürdigkeiten

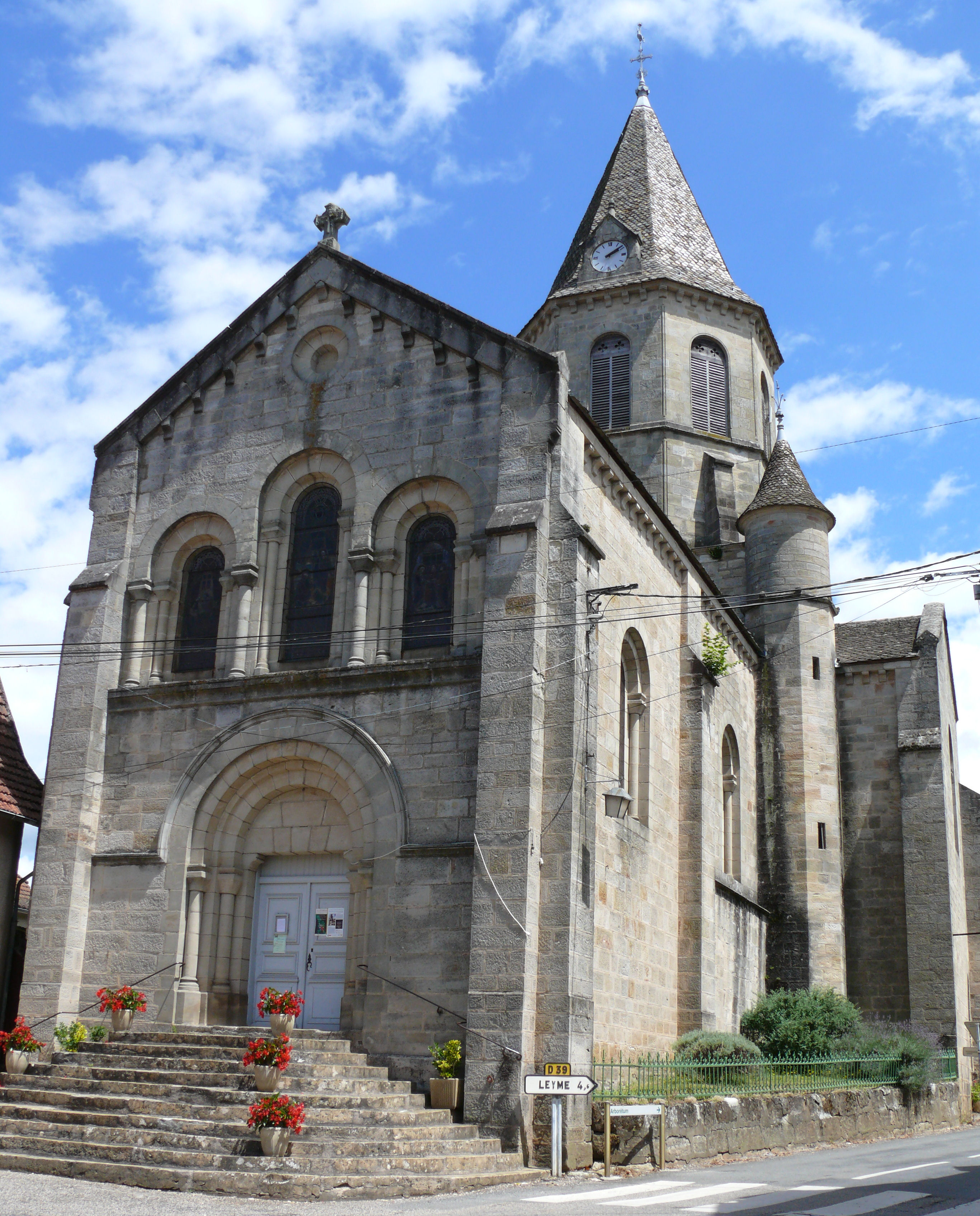
Kirche Saint-Geniès

- Die Pfarrkirche Saint-Geniès ist ein Bau der zweiten Hälfte des 12. Jahrhunderts, dessen einschiffiges Langhaus mitsamt seiner Portalfassade allerdings im ausgehenden 19. Jahrhundert gründlich überarbeitet wurde. Nur die Ostteile (Apsis, Transept mit Apsiden und Untergeschoss des oktogonalen Vierungsturms) scheinen weitgehend dem Originalzustand zu entsprechen, was durch die andere Art der Dacheindeckung – Steinschindeln (lauzes) anstelle von Schiefer – deutlich gemacht wird. Der Bau wurde bereits im Jahre 1913 als Monument historique anerkannt.[1]
- Wenngleich die Eckrundtürme mit gegenläufigen Spitzen an das ausgehende Mittelalter denken lassen, entstammt das Schloss von Aynac weitgehend der Zeit um 1600. Es wurde von Jaquette de Ricard de Genouillac, der Schwester des Schlossherren des etwa 15 Kilometer südlich gelegenen Schlosses von Assier erbaut. Die vielen Rechteckfenster des Wehrturms (donjon) scheinen im 19. oder 20. Jahrhundert eingefügt worden zu sein. Das Schloss befindet sich im Besitz der Gemeinde, die es zu besonderen Anlässen vermietet; es wurde im Jahre 1988 als Monument historique anerkannt.[2]
- Ein Waschhaus (lavoir) aus dem 19. Jahrhundert hat sich ebenfalls erhalten.